# Étrez
Étrez és un antic municipi francès, situat al departament de l'Ain i a la regió d'Alvèrnia-Roine-Alps. L'1 de gener de 2019 esdevé un municipi delegat, al si del municipi nou Bresse Vallons. L'any 2007 tenia 770 habitants.

## Demografia

### Població
El 2007 la població de fet d'Étrez era de 770 persones. Hi havia 273 famílies de les quals 62 eren unipersonals (27 homes vivint sols i 35 dones vivint soles), 74 parelles sense fills, 125 parelles amb fills i 12 famílies monoparentals amb fills.
La població ha evolucionat segons el següent gràfic:
Habitants censats

### Habitatges
El 2007 hi havia 307 habitatges, 276 eren l'habitatge principal de la família, 5 eren segones residències i 26 estaven desocupats. 261 eren cases i 45 eren apartaments. Dels 276 habitatges principals, 185 estaven ocupats pels seus propietaris, 85 estaven llogats i ocupats pels llogaters i 6 estaven cedits a títol gratuït; 9 tenien dues cambres, 39 en tenien tres, 77 en tenien quatre i 151 en tenien cinc o més. 229 habitatges disposaven pel capbaix d'una plaça de pàrquing. A 103 habitatges hi havia un automòbil i a 166 n'hi havia dos o més.

### Piràmide de població
La piràmide de població per edats i sexe el 2009 era:
| Homes | Edats   | Dones |
| ----- | ------- | ----- |
| 0     | 95 o +  | 0     |
| 4     | 90 a 94 | 0     |
| 4     | 85 a 89 | 0     |
| 12    | 80 a 84 | 0     |
| 0     | 75 a 79 | 20    |
| 4     | 70 a 74 | 20    |
| 12    | 65 a 69 | 16    |
| 4     | 60 a 64 | 12    |
| 12    | 55 a 59 | 12    |
| 20    | 50 a 54 | 16    |
| 16    | 45 a 49 | 16    |
| 32    | 40 a 44 | 24    |
| 28    | 35 a 39 | 36    |
| 36    | 30 a 34 | 20    |
| 24    | 25 a 29 | 32    |
| 20    | 20 a 24 | 16    |
| 24    | 15 a 19 | 24    |
| 32    | 10 a 14 | 12    |
| 12    | 5 a 9   | 28    |
| 28    | 0 a 4   | 24    |

## Economia
El 2007 la població en edat de treballar era de 479 persones, 372 eren actives i 107 eren inactives. De les 372 persones actives 364 estaven ocupades (198 homes i 166 dones) i 9 estaven aturades (5 homes i 4 dones). De les 107 persones inactives 35 estaven jubilades, 41 estaven estudiant i 31 estaven classificades com a «altres inactius».

### Ingressos
El 2009 a Étrez hi havia 281 unitats fiscals que integraven 784,5 persones, la mediana anual d'ingressos fiscals per persona era de 16.596 €.

### Activitats econòmiques
Dels 17 establiments que hi havia el 2007, 3 eren d'empreses extractives, 1 d'una empresa alimentària, 1 d'una empresa de fabricació d'altres productes industrials, 4 d'empreses de construcció, 2 d'empreses de comerç i reparació d'automòbils, 2 d'empreses de transport, 1 d'una empresa d'hostatgeria i restauració, 1 d'una empresa financera, 1 d'una empresa de serveis i 1 d'una empresa classificada com a «altres activitats de serveis».
Dels 4 establiments de servei als particulars que hi havia el 2009, 1 era un paleta, 2 lampisteries i 1 restaurant.
L'any 2000 a Étrez hi havia 17 explotacions agrícoles que ocupaven un total de 910 hectàrees.

## Equipaments sanitaris i escolars
El 2009 hi havia una escola elemental.

## Poblacions més properes
El següent diagrama mostra les poblacions més properes.